# Norbert Heinen (Pädagoge)
Norbert Heinen  (* 1953) ist ein deutscher Pädagoge.

## Leben
Nach der Promotion 1988 an der Universität zu Köln und der Habilitation (Zusammenfassung und wissenschaftliche Einordnung der Veröffentlichungen zur Pädagogik mit Menschen mit geistiger Behinderung) 2003 an der Universität Oldenburg lehrte er bis 2018 auf dem Lehrstuhl für Pädagogik und Rehabilitation bei Menschen mit geistiger und schwerer Behinderung in Köln.

## Schriften (Auswahl)
- Elementarisierung als Forderung an die Religionsdidaktik mit geistigbehinderten Jugendlichen und jungen Erwachsenen. Aachen 1989, ISBN 3-925714-19-7.
- Geistigbehindertenpädagogik als Begegnung. Düsseldorf 2000, ISBN 3-910095-45-3.
- Rehabilitation und Rentabilität. Herausforderungen an die Werkstatt für behinderte Menschen. Eitorf 2002, ISBN 3-932174-90-9.
- Väter frühgeborener Kinder. Ergebnisse einer Pilotstudie. Düsseldorf 2006, ISBN 3-910095-63-1.